# Murray Wall
Murray James Wall (* 28. September 1945 in Melbourne; † 18. Juli 2022) war ein australischer, in den Vereinigten Staaten lebender Jazzmusiker (Kontrabass) des Mainstream Jazz.

## Leben und Wirken
Wall, dessen älterer Bruder in einer Dixieland-Band Klarinette und Saxophon spielte, war zunächst ein Trompeter; am Kontrabass war er ein Autodidakt und lernte das Instrument durch das Abspielen der Platten von Oscar Pettiford. Er begann 1962 als professioneller Musiker zu arbeiten und begleitete in Australien gastierende Musiker wie Clark Terry, Mel Tormé und Billy Eckstine; in seinem Heimatland arbeitete er in den 1970er-Jahren auch mit dem Brian Brown Quintet & The Jazzbird Orchestra, Tony Gould und Lloyd Lifton. 1979 zog er in die Vereinigten Staaten und gehörte zwischen 1981 und 1985 zum Ensemble von Jon Hendricks, unter anderem auf Tourneen durch Europa und Israel. Ab den 1980er-Jahren lebte er in New York City und spielte u. a. mit Benny Goodman (1885–86), Vivian Lord, Marty Grosz, Frank Wess, Eddie Locke, Anita O’Day, Lou Donaldson, Barry Harris, Keith Ingham, in der New York City All-Star Big Band, ferner mit Joel Helleny, Spanky Davis, Ken Peplowski und Warren Vaché. Im Bereich des Jazz war er zwischen 1974 und 2016 an 48 Aufnahmesessions beteiligt u. a. auch mit Peter Ecklund, Marty Grosz, Joel Helleny, Joe Puma, Ben Aronov, Barbara Lea und Dave Van Ronk, zuletzt mit dem Gitarristen Greg Ruggiero. In den späteren Jahren wirkte er bei den montäglichen Sessions in der New Yorker 11th Street Bar mit, zu seinem siebzigsten Geburtstag mit Bruce Harris, Grant Stewart, Richard Wyands und Taro Okomoto.

## Diskographische Hinweise
- Tony Gould, Brian Brown, Murray Wall: Tony Gould (Jazznote, 1978)
- Charles Sibursky/Murray Wall: Just Jazz Just Two (Zinnia, 1991)
- Greg Ruggiero: It's About Time (Swin Alley, 2018), mit Steve Little

## Lexikalische Einträge
- Leonard Feather, Ira Gitler: The Biographical Encyclopedia of Jazz. Oxford University Press, New York 2007, ISBN 978-0-19-532000-8
- Gary W. Kennedy, Wall, Murray (James). In: Barry Kernfeld (Hrsg.) The New Grove Dictionary of Jazz.